# سیارک ۴۲۸۶
سیارک ۴۲۸۶ (به انگلیسی: 4286 Rubtsov، نامگذاری:1988PU4) چهار هزار و دویست و هشتاد و ششمین سیارک کشف شده‌است که در ۸ اوت ۱۹۸۸ کشف شد.
قدر مطلق سیارک برابر ۱۱٫۶۰ است.